# Воздушный старт
также: Авиаматка

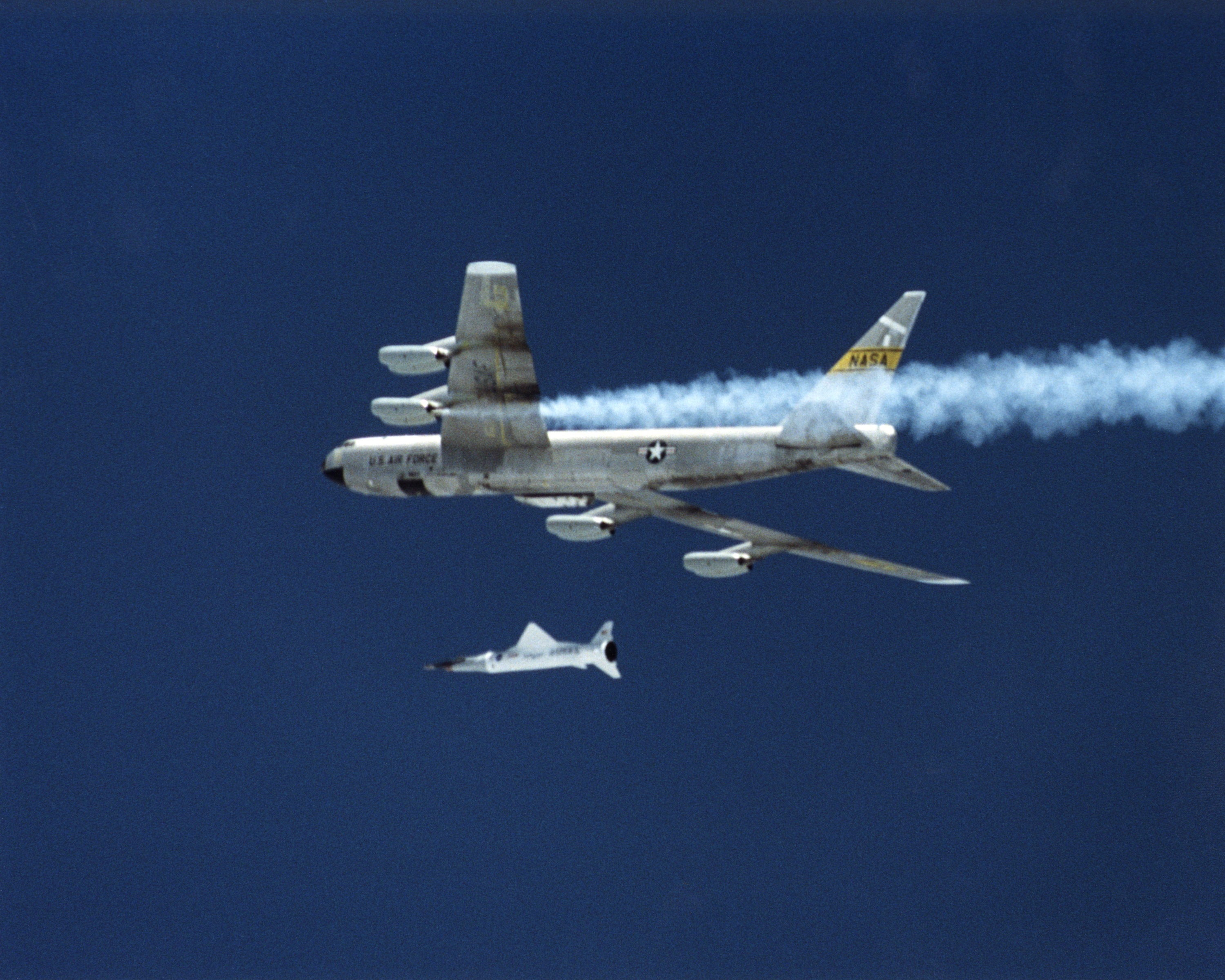
«Пегас» — первый реализованный проект воздушного старта космического назначения.

Воздушный старт — способ запуска ракет или самолётов с высоты нескольких километров, куда доставляется запускаемый аппарат.
Средством доставки чаще всего служит другой самолёт, но может выступать и воздушный шар или дирижабль. Наиболее часто данный способ в настоящее время используется для запуска аппаратов по суборбитальной траектории, либо для вывода спутников на околоземную орбиту в системах, состоящих из самолёта-носителя и ракеты-носителя (РН) или крылатых авиационно-космических системах (АКС).

## История
В докосмическую эпоху было реализовано много проектов воздушного старта экспериментальных и прочих самолётов (в том числе некоторые как воздушный авианосец) и крылатых ракет (см. Фау-1).
Уже летом 1958 года (на следующий год после запуска первого ИСЗ) в США испытывали систему воздушного пуска ракеты-носителя (и противоспутниковое оружие) NOTS-EV-1 Пилот с истребителя. Хотя испытания тогда не были удачны, разработки продолжили создание противоспутниковых ракет.
Тогда же созданы запускаемые с самолётов-носителей экспериментальные ракетопланы, в том числе первый гиперзвуковой самолет — суборбитальный пилотируемый космоплан North American X-15, также Bell X-1, Lockheed D-21, Boeing X-43 и др. Подобные (но не суборбитальные) системы были также во Франции ("Ледюк") и других странах. Воздушный старт использовался для отработки космоплана Энтерпрайз в масштабной программе многоразовой транспортной космической системы Спейс шаттл.
Первым советским из детальных проектов АКС с воздушным стартом была нереализованная система «Спираль» 1960-х — 1970-х гг. из гиперзвукового самолёта-разгонщика, РН и орбитального самолёта. Воздушный старт использовался для полётов дозвукового самолёта-аналога её орбитального самолёта.

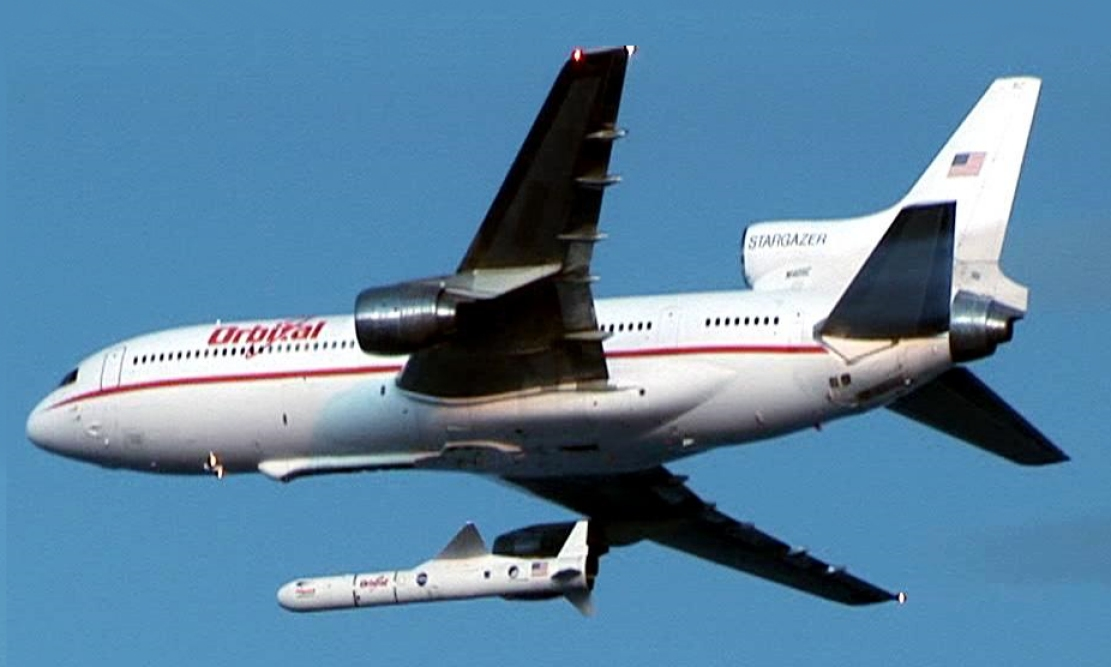
Самолёт L-1011 Stargazer запускает ракету Пегас с тремя спутниками Space Technology 5, 2006 г.

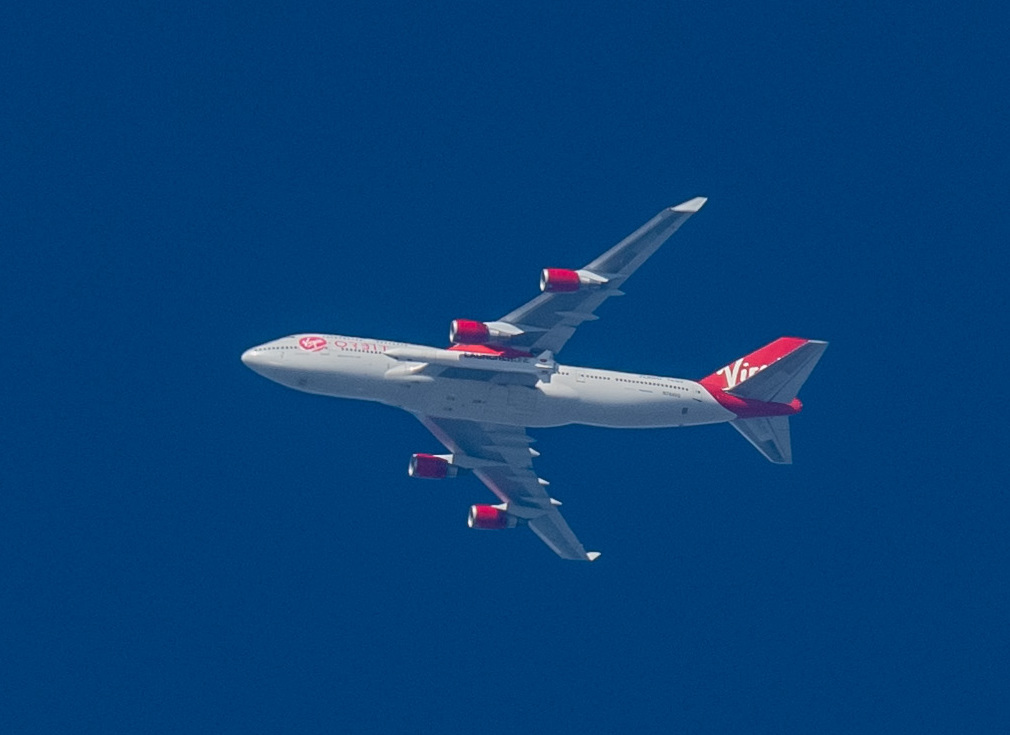
Cosmic Girl — ракета закреплена под левой плоскостью

В последние годы[когда?] данный способ запуска на низкие околоземные орбиты при соответствии некоторым условиям (для ИСЗ сравнительно небольших масс, выводимых на низкие орбиты) приобретает популярность (есть реализованные проекты и ещё больше проектов многих компаний рассматривают данный способ запуска) ввиду высокой экономической эффективности и мобильности (не требуется сооружение космодромов).
С 1990 года в США действует система Пегас, сперва на самолёте Boeing B-52 Balls 8, а в дальнейшем на Stargazer, на основе L-1011. С мая 2020 года эксплуатируется система Boeing 747-400 Cosmic Girl — LauncherOne, использующая жидкостную ракету-носитель.
Также разрабатываются иные системы, есть и прочие проекты АКС[какие?].
В России были предложены детально разработанные проекты АКС: МАКС и «Воздушный старт». В первом проекте космоплан с внешним топливным баком должен был запускаться с борта сверхтяжёлого самолёта Ан-225(325) «Мрия». Основным элементом второго проекта является специально переоборудованный тяжёлый самолёт Ан-124-100ВС «Руслан», с борта которого на высоте примерно 10 км по разработанной Государственным ракетным центром «КБ им. Макеева» технологии осуществляется так называемый «миномётный» старт ракеты-носителя, доставляющей на расчётную орбиту полезную нагрузку. 
Есть также проекты «Бурлак» и прочие, в которых РН с ИСЗ запускается с борта разных самолётов-носителей (Ту-160, Ан-124 (проект «Штиль-3А»), Ту-22М («авиационно-космический комплекс „Скиф“»)).
Также существовал проект запуска космических аппаратов при помощи самолёта М-55 «Геофизика».
На Украине с использованием самолёта-носителя Ан-225 «Мрия» разрабатывались проекты АКС «Свитязь» (РН Зенит), АКРК «Орель» и «Лыбидь» (крылатый космоплан).
Казахстан предлагает проект АКС «Ишим» (Миг-31+РН).
Проекты АКС с воздушным стартом космопланов были созданы в Германии (Зенгер-2), Японии (ASSTS), Китае (прототип Шэньлонг и АКС следующего поколения) и т. д. Воздушный старт с аэростата суборбитальной пилотируемой ракеты предусмотрен в проекте Stabilo ARCASPACE от Румынии.
При помощи воздушного старта запускался частный суборбитальный космоплан SpaceShipOne; таким же способом запускается и SpaceShipTwo.
18 января 2021 года Virgin Orbit впервые вывела ракетой-носителем LauncherOne, которую сбросили с материнского самолёта Boeing 747-400 Cosmic Girl над Тихим океаном, в космос на околоземную орбиту высотой 500 км 10 микроспутников CubeSat. Это была первая полностью работающая на жидком топливе ракета воздушного базирования, вышедшая на орбиту.

## Проблемы
- Суборбитальные космические полёты начинаются с высоты примерно 100 км, при этом уже на высоте 30 км снижение плотности воздуха сводит на нет аэродинамические преимущества крыла и для дальнейшего увеличения высоты нужны ракетные технологии. С другой стороны - старт из как можно более разреженных слоёв способствует значительному упрощению аэродинамических задач ракетостроения.
- Требуется не только поднять ракету, но и разогнать её как минимум до первой космической скорости, для чего требуется либо гиперзвуковая скорость носителя, либо многоступенчатые ракеты.
- Затруднена масштабируемость — ракеты, которые выводят хотя бы 2 тонны на орбиту, весят 100—200 тонн, что близко к пределу грузоподъёмности существующих самолётов: Ан-124 поднимает 120 тонн, Ан-225 — 247 тонн.
- Проблемы структурной прочности полезной нагрузки и ракеты-носителя — спутники достаточно часто разрабатываются с требованием выдерживать только осевые перегрузки, и даже горизонтальная сборка (когда спутник лежит «на боку») для них недопустима.
- Такой способ запуска даёт выигрыш по энергии всего в несколько процентов (от 2 до 6 по разным оценкам). Дальнейшее увеличение эффективности возможно только за счёт увеличения скорости "нулевой ступени", то есть переход к гиперзвуковым скоростям. Обычные турбореактивные двигатели плохо для этого подходят, требуется разработка мощных гиперзвуковых двигателей.

При существующем уровне развития технологий аэрокосмические системы могут стать эффективным средством доставки грузов на орбиту, но только если эти грузы будут небольшими (в районе пяти тонн), а носитель — гиперзвуковым (чем больше скорость носителя - тем меньше придется разгонять ракету), и в перспективе запускать на орбиту одноступенчатые ракеты (на сегодняшний день все ракеты-носители - многоступенчатые).